# Damat Ibrahim Pasha
Damat Ibrahim Pasha (en turco: Damat İbrahim Paşa, en serbocroata: Damat Ibrahim-paša; 1517-1601) fue un comandante militar y estadista otomano que ocupó el cargo de gran visir en tres ocasiones (la primera vez del 4 de abril al 27 de octubre de 1596; la segunda vez, del 5 de diciembre de 1596 al 3 de noviembre de 1597; y por tercera y última vez, del 6 de enero de 1599 al 10 de julio de 1601.  Se le conoce como el conquistador de Nagykanizsa.
Nacido en Mehmed-Kanije, el 28 de mayo de 1517, asistió a escuelas militares en varias ciudades del Imperio Otomano antes de ser alistado en el ejército otomano. Tras graduarse, estuvo en servicio activo durante la Batalla de Keresztes
en octubre de 1596, y ocupó el cargo de gran visir bajo el sultán Mehmed III hasta su muerte en 1601.
También se le llama con el título de damat ("novio"), porque fue novio de la dinastía otomana al casarse con Ayşe Sultán, una de las hijas del sultán. De ella tuvo un hijo, Sultanzade Mehmed Bey (fallecido en la infancia), y una hija (fallecida siendo recién nacida). No debe confundirse ni con Pargalı İbrahim Paşa, ilustre gran visir de Solimán el Magnífico, otro devşirme de la corte otomana, ni con Nevşehirli Damat Ibrahim Pasha, que ocupó el cargo a principios del siglo XVIII durante la Era de los tulipanes en el Imperio Otomano.

## Biografía
Según fuentes turcas, era "bosnio o croata" y pasó por el sistema Devşirme. Según el historiador italiano contemporáneo Giovanni Minadoi, Ibrahim Pasha entabló relación con el vicecónsul veneciano de Alepo, Chrestefero de Boni, una vez que Ibrahim Pasha descubrió que ambos eran de Ragusa en la actual Croacia. 
Ascendió en el escalafón durante el periodo en que la autoridad e influencia virtuales estaban en manos de Sokollu Mehmed Pasha. En 1581, poco después de la muerte de Mehmed Pasha, Ibrahim Pasha se casó con Ayşe, hija del reinante Murad III y se convirtió en gobernador de Egipto. Pero debido a su ausencia de la capital y a la muerte de Sokollu Mehmed Pasha, su influencia disminuyó durante el resto del reinado de Murad III. 
Reapareció bajo el reinado de Mehmed III, convirtiéndose por primera vez en gran visir en 1596. Su vuelta se debió especialmente a la pérdida de territorios en las regiones fronterizas entre el Imperio otomano y la monarquía de los Habsburgo en el Hungría. En lugar de precipitarse hacia la acción inmediata, se distinguió como un estadista ordenado, metódico y prudente que prefirió empezar por llevar a cabo una revisión de todo el sistema administrativo otomano basándose en el punto central de la campaña preparada contra Austria. La campaña como tal resultó un éxito y el Ibrahim Pachá adquirió para su sultán el título de "el conquistador de Eger" (al noreste de Budapest), aunque era él quien ostentaba el mando efectivo. Como era partidario de consolidar la estructura del Estado y las conquistas adquiridas antes que de perseguir a los austriacos, por lo que fue destituido del cargo de gran visir, primero por un breve intervalo de cuarenta y cinco días a finales de 1596, y luego por segunda vez a finales del año siguiente.
. 

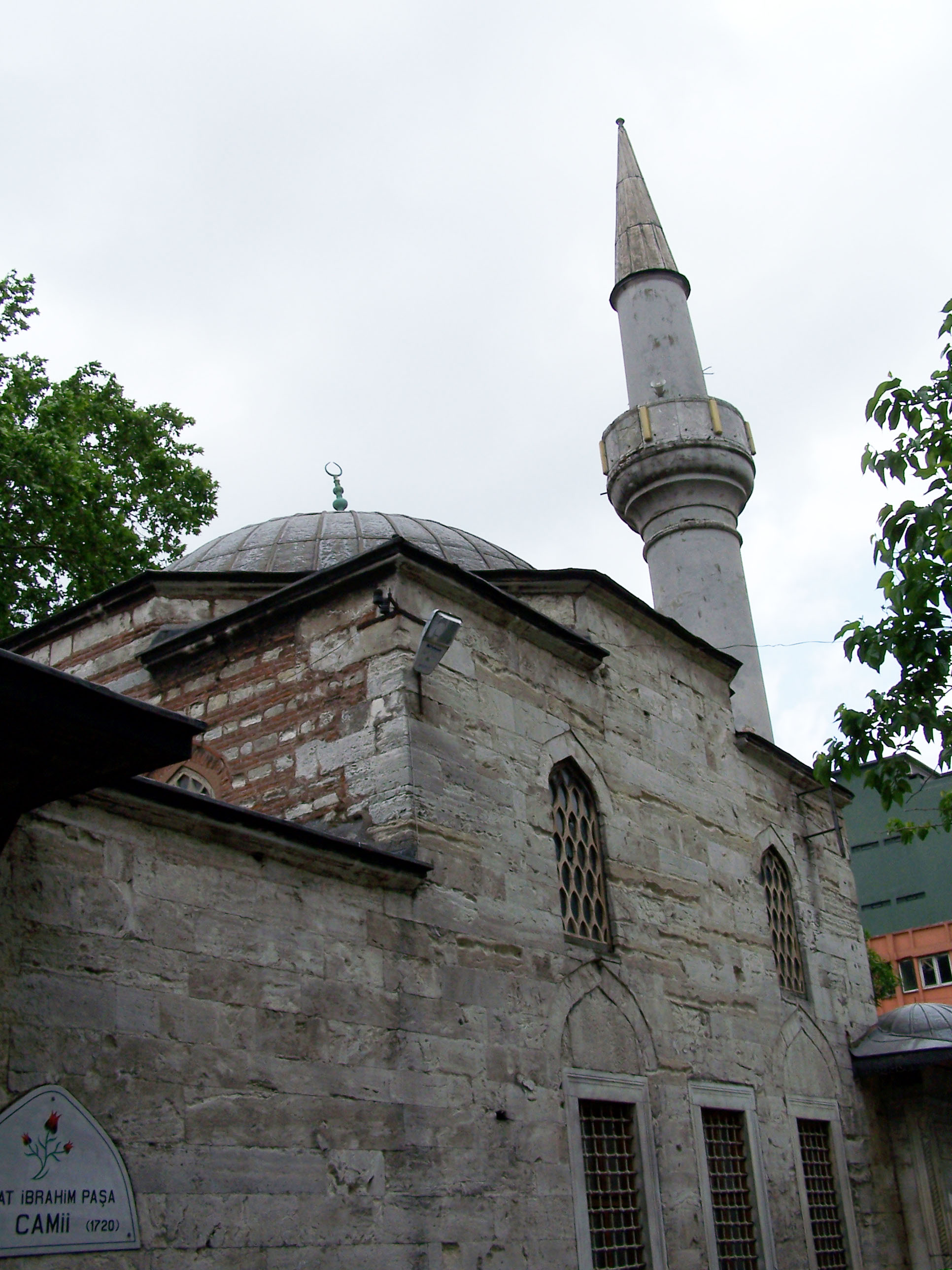
La mezquita de Damat Ibrahim Pasha en el distrito de Fatih de Estambul

Fue llamado de nuevo al puesto de gran visir en 1599 con la condición de que lanzara una campaña contra Austria. Comenzó su campaña fingiendo amenazar directamente a Viena dirigiéndose hacia Esztergom (conquistada por Solimán el Magnífico en 1543 y perdida de nuevo en 1595), pero finalmente pasó el invierno en Belgrado.  Después comenzó a presionar a Austria por una ruta más meridional sitiando el castillo de Nagykanizsa. Los esclavos otomanos del castillo hicieron explotar los polvorines y dañaron gravemente las murallas. Pero el castillo aún no se había rendido y un ejército de 20 000 soldados al mando de Philippe Emmanuel, duque de Mercœur llegó en ayuda de los sitiados. Pero el ejército otomano finalmente derrotó a ambos ejércitos y el castillo se rindió. Tiryaki Hasan Pasha había sido nombrado gobernador de la ciudad recién conquistada. 
Nagykanizsa se había transformado en el centro de los nuevos ataques otomanos en Europa Central. En septiembre de 1601, un intento por parte de un enorme ejército austriaco de recuperar el castillo fue frustrado por el gobernador Tiryaki Hasan Pasha. Damat Ibrahim Pasha murió ese mismo año. Esztergom fue retomada por el Imperio Otomano en 1605 bajo el sultán Ahmed I.